# Liste der Biografien/Macq
Liste der Biografien |
Portal Biografien |
Personensuche
# |
A |
B |
C |
D |
E |
F |
G |
H |
I |
J |
K |
L |
M |
N |
O |
P |
Q |
R |
S |
T |
U |
V |
W |
X |
Y |
Z |
?
 
Ma |
Mb |
Mc |
Md |
Me |
Mf |
Mg |
Mh |
Mi |
Mj |
Mk |
Ml |
Mm |
Mn |
Mo |
Mp |
Mq |
Mr |
Ms |
Mt |
Mu |
Mv |
Mw |
Mx |
My |
Mz
 
Maa |
Mab |
Mac |
Mad |
Mae |
Maf |
Mag |
Mah |
Mai |
Maj |
Mak |
Mal |
Mam |
Man |
Mao |
Map |
Maq |
Mar |
Mas |
Mat |
Mau |
Mav |
Maw |
Max |
May |
Maz
 
Maca |
Macb |
Macc |
Macd |
Mace |
Macf |
Macg |
Mach |
Maci |
Mack |
Macl |
Macm |
Macn |
Maco |
Macp |
Macq |
Macr |
Macs |
Mact |
Macu |
Macv |
Macw |
Macy |
Macz
Die Liste der Biografien führt alle Personen auf, die in der deutschsprachigen Wikipedia einen Artikel haben. Dieses ist eine Teilliste mit 16 Einträgen von Personen, deren Namen mit den Buchstaben „Macq“ beginnt.

## Macq

### Macqu
- Macquarie, Lachlan (1762–1824), britischer Gouverneur der Kolonie New South WalesLachlan Macquarie (1762–1824)

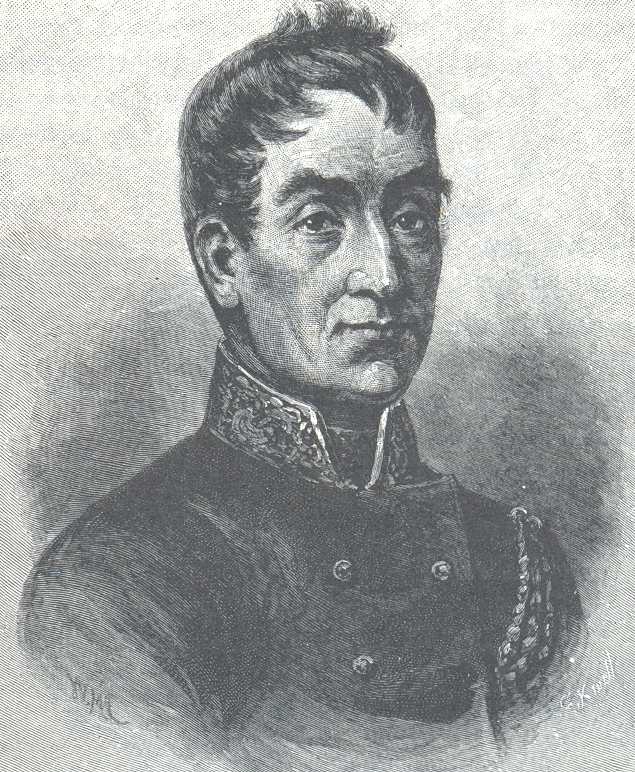
Lachlan Macquarie (1762–1824)

- Macquart, Justin Pierre Marie (1778–1855), französischer Entomologe
- Macquart, Louis Charles Henri (1745–1808), französischer Chemiker
- Macque, Giovanni de († 1614), franko-flämischer Komponist und Organist der Renaissance
- MacQueen, Alex (* 1973), englischer Schauspieler
- MacQueen, Dave (* 1959), kanadischer Eishockeytrainer
- MacQueen, Elidh (* 1986), britische Schauspielerin, Stuntfrau und Model
- Macqueen, Harry (* 1984), englischer Bühnen- und Filmschauspieler, Drehbuchautor und Filmregisseur
- MacQueen, Jamie (* 1988), kanadischer Eishockeyspieler
- Macquelijn, Michael Jacobus (1771–1852), niederländischer Mediziner
- Macquer, Pierre-Joseph (1718–1784), französischer Chemiker
- Macquet, Jean-Baptiste (* 1983), französischer Ruderer
- Macquet, Michel (1932–2002), französischer Speerwerfer
- MacQuillan, Gérard (* 1949), britischer Autorennfahrer und Unternehmer
- Macquire von Inniskillen, Johann Sigismund († 1767), kaiserlich und königlich Generalfeldzeugmeister, Verteidiger von Dresden
- MacQuitty, William (1905–2004), irischer Filmproduzent und Autor